# 飯塚良男
飯塚 良男（いいづか よしお、1946年12月13日 - ）は、日本のプロゴルファー。

## 来歴
1970年にプロ入りし、1974年の関東プロでは上位グループに名を連ねた。
1976年の千葉県オープンでは尾崎将司・長谷川勝治・尾崎健夫・浅井教司・海老原清治に次ぐ6位に入り、1989年のジーン・サラゼン ジュンクラシックを最後にレギュラーツアーから引退。